# Bắc Lý, Nghệ An
Bắc Lý là một xã thuộc tỉnh Nghệ An, Việt Nam.

## Địa lý
Xã Bắc Lý có vị trí địa lý:
- Phía Đông giáp xã Mỹ Lý;
- Phía Nam giáp xã Huồi Tụ;
- Phía Tây giáp nước CHDNCD Lào, xã Na Loi và xã Keng Đu;
- Phía Bắc giáp nước CHDCND Lào và xã Mỹ Lý.

Xã Bắc Lý có diện tích tự nhiên 109,17 km².

## Diện tích và Dân số
Xã có diện tích tự nhiên: 109,17 km², quy mô dân số: 5.552 người.